# Линёвы
Линёвы (Линевы) — древний русский дворянский род.

## История рода

### ВРусском царстве
На реке Свиязе под Казанью погибли Андрей Судаков Линёв и Александр Сомов Линёв (1524), их имена внесены в синодик московского Успенского собора на вечное поминовение. В годы опричнины, в Великом Новгороде был казнён Юрий Линёв (январь-февраль 1570), а в Пскове был казнён Никита Линёв (октябрь 1570), их имена были занесены в синодик опальных. В XVII веке Сарыч Никитич Линев был дьяком (1628) и воеводой в Перми (1629—1630). Его сын, Григорий Сарычев Линев, в 1629 году был патриаршим  стольником.

### ВРоссийской империи
В XIX веке был представлен одной линией. Поместье Линёвых располагалось в 35 верстах от города Устюжна Новгородской губернии (ныне Вологодская область), и находилось в их собственности чрезвычайно долгое время (по некоторым данным, уже числилось за родом в первой половине XVII века, и достоверно продолжало принадлежать Линёвым по состоянию на середину века XIX).
Род привлекает интерес историков в основном в связи с так называемым Линёвским портретом — предполагаемым последним написанным с натуры прижизненным изображением А. С. Пушкина.

## Представители рода
- Линев Карась Торусинович — суздальский городовой дворянин (1627—1629).
- Линев Богдан Дмитриевич — стольник патриарха Филарета (1629), дворянин московский (1629—1668).
- Линев Григорий Сарычев — патриарший стольник (1629).
- Линев Тимофей Исаевич —  дворянин московский (1629).
- Линев Федот Никонович — московский дворянин (1629).
- Линевы: Филипп Петрович и Сергей Богданович — стряпчие (1692)[3].
- Линёв, Логгин Иванович — бригадир.
- Линёв, Иван Логгинович (1777—1841) — сын предыдущего, полковник, участник Наполеоновских войн, предположительный автор «Линёвского портрета».
- Линёв, Логгин Иванович — штаб-ротмистр, сын предыдущего.
- Линёв, Иван Логгинович (1840 — 1885 или 1886) — сын предыдущего, революционер, член «Общества друзей».
- Линёв, Александр Логгинович (1843—1918) — брат предыдущего, инженер-электротехник, изобретатель, деятель революционного движения.
- Линёва, Евгения Эдуардовна (урождённая фон Паприц; 1853—1919) — артистка Большого театра, певица (контральто), музыкальный фольклорист, супруга предыдущего.